# Черемшанка (Рыбинский район)
Черемша́нка — деревня в Рыбинском районе Красноярского края. Входит в состав Малокамалинского сельсовета.

## География
Деревня находится на расстоянии примерно 22 км (по прямой) к северо-востоку от города Заозёрный, административного центра района.

### Климат
Климат резко континентальный. Зима суровая, средние температуры января составляют –19—21 °С, критические — от –45 до –52 °С. Лето преимущественно жаркое, солнечное, со средними температурами июля +19—25 °С, максимальные: +34—38 °С.

## История
Основана в 1923 году. В 1926 году в деревне было учтено 93 жителя, преимущественно русские.

## Население
| 2010 |
| ---- |
| 7    |